# Teofila Reich-Ranicka

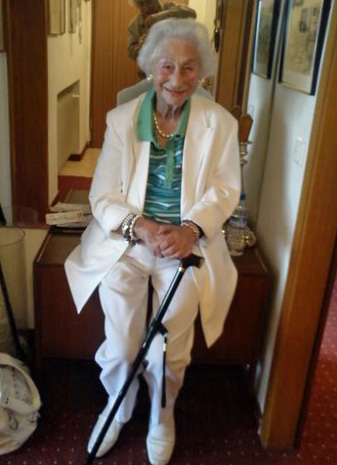
Teofila Reich-Ranicka

Teofila „Tosia” Reich-Ranicka (ur. 12 marca 1920 w Łodzi jako Teofila Langnas, zm. 29 kwietnia 2011 we Frankfurcie nad Menem) – małżonka Marcelego Reicha-Ranickiego i matka brytyjskiego matematyka Andrew Ranickiego (1948–2018).
Jej rysunki z okresu pobytu w getcie warszawskim, zachowały się w depozycie grupy Oneg Szabat, która tworzyła konspiracyjne archiwum getta warszawskiego.

## Życiorys
Urodziła się w rodzinie łódzkich kupców tekstylnych. Jej ojciec był współwłaścicielem tkalni „Langnas, Goldblum i Zajączkowski”. Uczęszczała w Łodzi do niemieckiej szkoły prywatnej, podróżowała po Europie, zamierzała studiować sztukę w Paryżu.
W roku 1939 znalazła się wraz z rodzicami w warszawskim getcie. Jej starszy brat Aleksander wyemigrował w roku 1932 do Stanów Zjednoczonych, dzięki czemu uniknął losu swojej rodziny. Jej ojciec 21 stycznia 1940 popełnił samobójstwo. Na prośbę swojej matki Marcel Reich-Ranicki zaopiekował się Teofilą, i od tego czasu oboje stanowili nierozłączną parę. Pobrali się w lipcu 1942 w warszawskim getcie. Fakt, że jej małżonek pracował jako tłumacz Judenratu, ocalił Teofilę przed śmiercią w Treblince. Z inicjatywy Judenratu Teofila stworzyła cykl akwarel do albumu przeznaczonego dla komisarza Heinza Auerswalda. W tajemnicy wykonała cykl akwarel o życiu getta, które ocalały poza murami getta i staraniem Muzeum Żydowskiego we Frankfurcie ukazały się w druku.
3 lutego 1943 Teofila i Marceli uciekli z getta. Marceli znalazł schronienie u bezrobotnego drukarza Bolka Gawina, Teofila pracowała jako służąca, potem ukrywała się wraz z mężem.
Po uwolnieniu z okupacji niemieckiej Teofila znalazła pracę w cenzurze przy sztabie 2 Armii LWP, skąd odeszła na własną prośbę 1 kwietnia 1946. Wraz z mężem przebywała w Londynie, gdzie pracowała jako korespondentka Głosu Ludu i Polski Zbrojnej. W roku 1948 urodził się jej syn Andrzej.
W roku 1958 Raniccy zamieszkali w RFN, gdzie Teofila pracowała jako korespondentka Polskiej Agencji Prasowej. Zajmowała się też grafiką książkową, ilustrując książki Ericha Kästnera, a także tekst Hanny Krall o warszawskim getcie.
Zmarła w wieku 91 lat, z tego w małżeństwie przeżyła 68 lat.